# 小行星2697
小行星2697（2697 Albina）是一颗绕太阳运转的小行星，为主小行星带小行星。该小行星于1969年10月9日发现。
該小行星以發現者貝拉·A·伯納謝娃的朋友阿爾賓娜·阿列克謝夫娜·塞羅娃（Albina Alekseevna Serova）命名。

## 轨道参数
小行星2697的轨道半长轴为3.5566788 UA，离心率为0.093。